# NGC 5955
NGC 5955 est une galaxie spirale barrée relativement éloignée et située dans la constellation du Serpent. Sa vitesse par rapport au fond diffus cosmologique est de 10 035 ± 11 km/s, ce qui correspond à une distance de Hubble de 148 ± 10 Mpc (∼483 millions d'al). NGC 5955 a été découverte par l'astronome allemand Albert Marth en 1865.
NGC 5955 présente une large raie HI. Selon la base de données Simbad, NGC 5955 est une galaxie LINER, c'est-à-dire une galaxie dont le noyau présente un spectre d'émission caractérisé par de larges raies d'atomes faiblement ionisés.
En raison d'une brillance de surface égale à 14,23 mag/am2, on peut qualifier NGC 5955 de galaxie à faible brillance de surface (LSB en anglais pour low surface brightness). Les galaxies LSB sont des galaxies diffuses (D) avec une brillance de surface inférieure de moins d'une magnitude à celle du ciel nocturne ambiant.